# A Csengetett, Mylord? epizódjainak listája
Ez a szócikk a Csengetett, Mylord? című sorozat epizódjait listázza.

## Évados áttekintés
| Évad | Évad | Részek száma | Részek száma | Eredeti sugárzás   | Eredeti sugárzás   | Eredeti adó | Magyar sugárzás  | Magyar sugárzás    | Magyar adó |
| Évad | Évad | Részek száma | Részek száma | Évadbemutató       | Évadzáró           | Eredeti adó | Évadbemutató     | Évadzáró           | Magyar adó |
| ---- | ---- | ------------ | ------------ | ------------------ | ------------------ | ----------- | ---------------- | ------------------ | ---------- |
|      | 1.   | 5            | 5            | 1990. január 14.   | 1990. február 11.  | BBC         | 1992. július 2.  | 1992. augusztus 6. | MTV 2      |
|      | 2.   | 7            | 7            | 1990. november 11. | 1990. december 23. | BBC         | 1993. február 2. | 1993. március 16.  | MTV 2      |
|      | 3.   | 7            | 7            | 1991. november 10. | 1991. december 22. | BBC         | n. a.            | n. a.              | MTV 2      |
|      | 4.   | 6            | 6            | 1993. március 20.  | 1993. április 24.  | BBC         | n. a.            | n. a.              | MTV 2      |

## Epizód

### Bevezető évad (1988)
| Sor. | Év. | Cím                         | Rendező     | Író                        | Premier                            |
| ---- | --- | --------------------------- | ----------- | -------------------------- | ---------------------------------- |
| 1.   | 1.  | Csengetett, Mylord? (Pilot) | David Croft | Jimmy Perry és David Croft | 1988. december 29. 1992. július 2. |

### Első évad (1990)
| Sor. | Év. | Cím                                                 | Rendező     | Író                        | Premier                              |
| ---- | --- | --------------------------------------------------- | ----------- | -------------------------- | ------------------------------------ |
| 2.   | 1.  | Firkáló fantom (The Phantom Sign Writer)            | David Croft | Jimmy Perry és David Croft | 1990. január 14. 1992. július 9.     |
| 3.   | 2.  | Az adomány (A Deed of Gift)                         | David Croft | Jimmy Perry és David Croft | 1990. január 21. 1992. július 16.    |
| 4.   | 3.  | Szerelem és pénz (Love and Money)                   | David Croft | Jimmy Perry és David Croft | 1990. január 28. 1992. július 23.    |
| 5.   | 4.  | A részvények (Fair Shares)                          | David Croft | Jimmy Perry és David Croft | 1990. február 4. 1992. július 29.    |
| 6.   | 5.  | Koldulás, kölcsön vagy lopás (Beg, Borrow or Steal) | David Croft | Jimmy Perry és David Croft | 1990. február 11. 1992. augusztus 6. |

### Második évad (1990)
| Sor. | Év. | Cím                                          | Rendező                  | Író                        | Premier                              |
| ---- | --- | -------------------------------------------- | ------------------------ | -------------------------- | ------------------------------------ |
| 7.   | 1.  | Munka vagy szerelem (Labour or Love)         | David Croft              | Jimmy Perry és David Croft | 1990. november 11. 1993. február 2.  |
| 8.   | 2.  | Zavar a gyárban (Trouble at Mill)            | David Croft              | Jimmy Perry és David Croft | 1990. november 18. 1993. február 9.  |
| 9.   | 3.  | Pénz beszél (Money Talks)                    | David Croft              | Jimmy Perry és David Croft | 1990. november 25. 1993. február 16. |
| 10.  | 4.  | A Meldrum-vázák (The Meldrum Vases)          | David Croft              | Jimmy Perry és David Croft | 1990. december 2. 1993. február 23.  |
| 11.  | 5.  | A háborús sérült (The Wounds of War)         | David Croft és Roy Gould | Jimmy Perry és David Croft | 1990. december 9. 1993. március 2.   |
| 12.  | 6.  | Idegen az éjszakában (Stranger in the Night) | David Croft              | Jimmy Perry és David Croft | 1990. december 16. 1993. március 9.  |
| 13.  | 7.  | Royal flush (Royal Flush)                    | David Croft              | Jimmy Perry és David Croft | 1990. december 23. 1993. március 16. |

### Harmadik évad (1991)
| Sor. | Év. | Cím                                               | Rendező   | Író                        | Premier                              |
| ---- | --- | ------------------------------------------------- | --------- | -------------------------- | ------------------------------------ |
| 14.  | 1.  | Segítsük az árvákat! (Please Help the Orphans)    | Roy Gould | Jimmy Perry és David Croft | 1991. november 10. 1994. február 1.  |
| 15.  | 2.  | Aktuális ügyek (Current Affairs)                  | Roy Gould | Jimmy Perry és David Croft | 1991. november 17. 1994. február 8.  |
| 16.  | 3.  | Mrs. Lipton rosszulléte (Mrs Lipton's Nasty Turn) | Roy Gould | Jimmy Perry és David Croft | 1991. november 24. 1994. február 15. |
| 17.  | 4.  | Találkozás a munkásokkal (Meet the Workers)       | Roy Gould | Jimmy Perry és David Croft | 1991. december 1. 1994. február 22.  |
| 18.  | 5.  | Gretna Green vagy kudarc (Gretna Green or Bust)   | Roy Gould | Jimmy Perry és David Croft | 1991. december 8. 1994. március 1.   |
| 19.  | 6.  | A leszámolás éjszakája (The Night of Reckoning)   | Roy Gould | Jimmy Perry és David Croft | 1991. december 15. 1994. március 8.  |
| 20.  | 7.  | Egy nap a szabadban (A Day in the Country)        | Roy Gould | Jimmy Perry és David Croft | 1991. december 22. 1994. március 15. |

### Negyedik évad (1993)
| Sor. | Év. | Cím                                                      | Rendező   | Író                        | Premier                |
| ---- | --- | -------------------------------------------------------- | --------- | -------------------------- | ---------------------- |
| 21.  | 1.  | Igen, uram, enyém a kicsike (Yes Sir, That's My Baby)    | Roy Gould | Jimmy Perry és David Croft | 1993. március 20. n.a. |
| 22.  | 2.  | Rekviem egy papagájért (Requiem for a Parrot)            | Roy Gould | Jimmy Perry és David Croft | 1993. március 27. n.a. |
| 23.  | 3.  | Gyerünk a bálba! (Come to the Ball)                      | Roy Gould | Jimmy Perry és David Croft | 1993. április 3. n.a.  |
| 24.  | 4.  | A meztelen igazság (The Truth Revealed)                  | Roy Gould | Jimmy Perry és David Croft | 1993. április 10. n.a. |
| 25.  | 5.  | Az elátkozott Meldrum-ház (Fall of the House of Meldrum) | Roy Gould | Jimmy Perry és David Croft | 1993. április 17. n.a. |
| 26.  | 6.  | Helyben vagyunk! (Well, There You Are Then...!)          | Roy Gould | Jimmy Perry és David Croft | 1993. április 24. n.a. |